# くぼしまりお
くぼしま りお（1966年 - ）は、日本の児童文学作家。
児童書の創作や翻訳が専門。

## 経歴
1966年、東京都生まれ。明星学園小学校・中学校・高等学校、文化学院美術科卒業。
作品に「ブンダバー」シリーズ、訳書に『チビねずくんのながーい夜』『チビねずくんのクリスマス』『サリー、山へいく』などがある。
母は作家の角野栄子。
母の代表作である『魔女の宅急便』は、中学生の頃のくぼしまが描いた魔女のイラストから着想されたものである。

## 作品
- 『50代になった娘が選ぶ母のお洋服 魔法のクローゼット』（KADOKAWA） 2021.8

### 「ブンダバー」シリーズ
- 『ブンダバー』 (佐竹美保イラスト、ポプラ社、ポプラの木かげ 5） 2001.5
- 『ブンダバー 2』（佐竹美保イラスト、ポプラ社、ポプラの木かげ 10） 2002.5
- 『ブンダバー 3』（佐竹美保イラスト、ポプラ社、ポプラの木かげ 12） 2002.12
- 『ブンダバー 4』（佐竹美保イラスト、ポプラ社、ポプラの木かげ 13） 2003.6
- 『ブンダバー 5』（佐竹美保イラスト、ポプラ社、ポプラの木かげ 15） 2003.12
- 『ブンダバー 6』（佐竹美保イラスト、ポプラ社、ポプラの木かげ 16） 2004.6
- 『ブンダバー 7』（佐竹美保イラスト、ポプラ社、ポプラの木かげ 18） 2004.12
- 『ブンダバー 8』（佐竹美保イラスト、ポプラ社、ポプラの木かげ 19） 2005.6
- 『ブンダバー 9』（佐竹美保イラスト、ポプラ社、ポプラの木かげ 20） 2005.12
- 『ブンダバー 10』（佐竹美保イラスト、ポプラ社、ポプラの木かげ 23） 2006.6
- 『ブンダバーとモモ』（佐竹美保イラスト、ポプラ社、ブンダバーとなかまたち 1） 2006.12
- 『ブンダバーとタンちゃん』（佐竹美保イラスト、ポプラ社、ブンダバーとなかまたち 2） 2007.6
- 『ブンダバーのネコの手かします』（佐竹美保イラスト、ポプラ社、ブンダバーとなかまたち 3） 2007.12
- 『ブンダバーとわんわんわん』（佐竹美保イラスト、ポプラ社、ブンダバーとなかまたち 4） 2008.7
- 『ブンダバーのいってきま～す!』（佐竹美保イラスト、ポプラ社、ブンダバーとなかまたち 5） 2009.4
- 『ブンダバーのただいま～!』（佐竹美保イラスト、ポプラ社、ブンダバーとなかまたち 6） 2009.12

## 翻訳
- 『ポロとねこちゃん』 (マシュー・プライス著、エマ・チチェスター・クラークイラスト、ポプラ社、こいぬのポロのしかけえほん 1） 1999.10
- 『ポロとうさぎちゃん』（マシュー・プライス著、エマ・チチェス・クラークイラスト、ポプラ社、こいぬのポロのしかけえほん 2） 1999.10
- 『ポロとかえるくん』（マシュー・プライス著、エマ・チチェス・クラークイラスト、ポプラ社、こいぬのポロのしかけえほん 3） 1999.11
- 『ポロとごちそう』（マシュー・プライス著、エマ・チチェス・クラークイラスト、ポプラ社、こいぬのポロのしかけえほん 4） 1999.11
- 『チビねずくんのながーいよる』（ダイアナ・ヘンドリー著、ジェーン・チャップマンイラスト、ポプラ社、ポプラせかいの絵本 1） 2000.10
- 『チビねずくんのあつーいいちにち』（ダイアナ・ヘンドリー著、ジェーン・チャップマンイラスト、ポプラ社、ポプラせかいの絵本 4） 2001.5
- 『サリー、海へいく』（スティーヴン・ヒューネック著、ポプラ社、ポプラせかいの絵本 8） 2002.6
- 『チビねずくんのクリスマス』（ダイアナ・ヘンドリー著、ジェーン・チャップマンイラスト、ポプラ社、ポプラせかいの絵本 16） 2005.10